# Siphonariidae
Siphonariidae es una familia de moluscos gasterópodos pulmonados; son de la zona intermareal.

## Géneros
- Anthosiphonaria Kuroda & Habe, 1971 - 
  - Anthosiphonaria sirius -
- Aporemodon Robson, 1913[1]
- Benhamina Finlay, 1927[1] - una sola especie Benhamina obliquata (G. B. Sowerby I, 1825)
- Ellsiphon Iredale, 1940
- Hebesiphon Iredale, 1940
- Heterosiphonaria Hubendick, 1945
- Hubendickula McAlpine, 1952
- Kerguelenella Powell, 1946 - sinónimo: Kerguelenia Mabille & Rochebrune, 1889[1]
- Legosiphon Iredale, 1940
- Mallorisiphon Iredale, 1940
- Mestosiphon Iredale, 1940
- Pachysiphonaria Hubendick, 1945
- Parellsiphon Iredale, 1940
- Patellopsis Nobre, 1886
- Pugillaria Iredale, 1924[1]
- Siphonacmaea Habe, 1958
- Siphonaria G. B. Sowerby I, 1823[1][2] - género tipo de la familia Siphonariidae[3]
- Talisiphon Iredale, 1940
- Williamia Monterosato, 1884[1][2] - sinónimos: Allerya Mörch, 1877; Brondelia Bourguignat, 1862; Parascutum Cossmann, 1890; Roya Iredale, 1912; Scutulum Monterosato, 1877.

Géneros en sinonimia
- Allerya Mörch, 1877: synonym of Williamia Monterosato, 1884
- Brondelia Bourguignat, 1862: sinónimo de Williamia Monterosato, 1884
- Ductosiphonaria Hubendick, 1945: sinónimo de Siphonaria Sowerby I, 1823
- Kerguelenia Mabille & Rochebrune, 1889: sinónimo de Kerguelenella Powell, 1946
- Liriola Dall, 1870: sinónimo de Siphonaria Sowerby I, 1823
- Mouretus Blainville, 1824: sinónimo de Siphonaria Sowerby I, 1823
- Parascutum Cossmann, 1890: sinónimo de Williamia Monterosato, 1884
- Planesiphon Zilch, 1959: sinónimo de Siphonaria G. B. Sowerby I, 1823
- Roya Iredale, 1912: sinónimo de Williamia Monterosato, 1884
- Scutulum Monterosato, 1877: sinónimo de Williamia Monterosato, 1884
- Siphonacmaea [sic] : sinónimo de Siphonacmea Habe, 1958